# Trichocentrum nudum
Trichocentrum nudum là một loài thực vật có hoa trong họ Lan. Loài này được (Bateman ex Lindl.) M.W.Chase & N.H.Williams mô tả khoa học đầu tiên năm 2001.